# Tamatoa Wagemann
Tamatoa Wagemann (1980. március 18. –) tahiti válogatott labdarúgó, aki jelenleg az AS Dragon játékosa.
A válogatottal részt vett a 2012-es OFC-nemzetek kupáján és a 2013-as konföderációs kupáján.

## Statisztika
| Tahiti   | Tahiti | Tahiti |
| Év       | Mérk.  | Gólok  |
| -------- | ------ | ------ |
| 2011     | 4      | 0      |
| 2012     | 1      | 0      |
| Összesen | 5      | 0      |

## Sikerei, díjai

### Klub
- SV Linx
  - Verbandsliga Südbaden: 2003

### Válogatott
- Tahiti
  - OFC-nemzetek kupája: 2012